# Nemoria hennei
Nemoria hennei là một loài bướm đêm trong họ Geometridae.